# Santa Maria (Kalifornie)
Santa Maria je město na severu Santa Barbara County v Kalifornii. Nachází se asi 105 kilometrů severozápadně od Santa Barbary a 240 kilometrů severozápadně od centra Los Angeles. Ve městě žije přibližně 110 tisíc obyvatel. Město je proslaveno vinařstvím (viz. Santa Maria Valley).
| Rok  | Počet obyvatel | % ±    |
| ---- | -------------- | ------ |
| 1910 | 2 260          | —      |
| 1920 | 3 943          | 74,5 % |
| 1930 | 7 057          | 79,0 % |
| 1940 | 8 522          | 20,8 % |
| 1950 | 10 440         | 22,5 % |
| 1960 | 20 027         | 91,8 % |
| 1970 | 32 749         | 63,5 % |
| 1980 | 39 685         | 21,2 % |
| 1990 | 61 284         | 54,4 % |
| 2000 | 77 423         | 26,3 % |
| 2010 | 99 553         | 28,6 % |
| 2020 | 109 707        | 10,2 % |